# Åke Niemi
Åke Anders Niemi, född 10 november 1936 i Helsingfors, död 16 maj 2025 i Esbo, var en finländsk botaniker och Östersjöekolog.
Niemi avlade filosofie doktorsexamen 1976. Han var 1962–1971 svenskspråkig assistent i botanik vid Helsingfors universitet, forskningsassistent, specialforskare och avdelningschef vid Havsforskningsinstitutet 1972–1977, docent i botanik vid Helsingfors universitet 1976–1977 och professor i ekologi (särskilt Östersjöekologi) 1977–1999.
Niemi har publicerat inemot 100 vetenskapliga och 50 andra arbeten främst om planktonproduktionen i Östersjön och de hydrografiska och kemiska faktorer som påverkar den, särskilt i vattnen kring Hangö udd. Till hans tidiga publikationer hör arbeten om de med sovjetiska trupper inkomna växterna i Porkalaområdet. Han har varit aktiv i det internationella Östersjöforskningsarbetet och var 1992–1999 ordförande i ledningsgruppen för Nordiska ministerrådets miljöforskningsprogram (Rigabuktsprojektet) samt 1992–1999 prefekt för Tvärminne Zoologiska Station.
År 1977 invaldes han i Finska Vetenskaps-Societeten.